# 巴巴奧約縣
1°48′S 79°32′W / 1.800°S 79.533°W
巴巴奧約縣（西班牙語：Cantón Babahoyo），是厄瓜多爾的縣份，位於該國中西部，由洛斯里奧斯省負責管轄，始建於1869年5月27日，面積1,076平方公里，2001年人口132,824，人口密度每平方公里123.44人。